# フェルディナント・フォン・バイエルン (1699-1738)
フェルディナント・マリア・インノツェンツ・ヨーゼフ・ミヒャエル・フォン・バイエルン（Ferdinand Maria Innozenz Joseph Michael von Bayern, 1699年8月5日 - 1738年12月9日）は、ドイツのバイエルン選帝侯家の公子で、神聖ローマ皇帝（ハプスブルク帝国）軍の元帥。神聖ローマ皇帝兼バイエルン選帝侯カール7世の弟。

## 生涯
バイエルン選帝侯マクシミリアン2世エマヌエルと、その2番目の妻でポーランド王ヤン3世ソビエスキの娘であるテレサ・クネグンダ・ソビエスカの間の息子として生まれた。皇帝軍に仕官し、1738年に元帥となるが、その年のうちに死去した。遺骸はミュンヘンのテアティナー教会に葬られた。
フェルディナントは若い頃に恋人だったマリー・アーデルハイト・シュパウル伯爵夫人（Marie Adelheid Fortunata Gräfin Spaur, 1694年 - 1781年）との間に庶子のヨーゼフ・フェルディナント・フォン・ザーレルン伯爵（Joseph Ferdinand von Salern, 1718年 - 1805年）をもうけている。
1719年2月5日にライヒシュタット（現在のチェコ領リベレツ州ザークピ）において、プファルツ＝ノイブルク家の公女アンナ・マリア（1693年 - 1751年）と結婚した。アンナ・マリアはプファルツ選帝侯カール3世フィリップの弟フィリップ・ヴィルヘルム・アウグストの娘であった。夫妻は3人の子女をもうけた。
- マクシミリアン・ヨーゼフ・フランツ（1720年 - 1738年）
- クレメンス・フランツ・デ・パウラ（1722年 - 1770年）
- テレーゼ・エマヌエーレ（1723年 - 1743年）